# Walerij Jewdokymow
Walerij Wolodymyrowytsch Jewdokymow (ukrainisch Валерій Володимирович Євдокимов; * 17. November 1969 in Riwne, Ukrainische SSR) ist ein ukrainischer Generalmajor und ehemaliger Leiter des Sluschba sownischnjoji roswidky Ukrajiny (СЗР), dem Auslandsnachrichtendienst der Ukraine. In dieser Funktion war er Mitglied des Nationalen Sicherheits- und Verteidigungsrats der Ukraine.

## Leben
Walerij Jewdokymow absolvierte das Institut der Grenztruppen der Ukraine, die Nationale Akademie für Sicherheitsdienst der Ukraine sowie die Kiew-Mohyla-Handelsschule.
Er diente im Grenzschutz und im Staatssicherheitsdienst der Ukraine.
Für seinen Einsatz bei den Feindseligkeiten in der Ostukraine wurde er mit dem Orden von Daniel von Galizien und dem Preis des Präsidenten der Ukraine Für die Teilnahme an der Antiterroroperation ausgezeichnet.
Seit 2013 war er Leiter der Verwaltung des staatlichen Grenzschutzdienstes der Ukraine und erhielt den  Rang eines Generalmajors.
Am 9. Juli 2019 wurde er vom Präsidenten der Ukraine Wolodymyr Selenskyj zum stellvertretenden Leiter und am 20. September 2019 zum Leiter des Auslandsnachrichtendienstes der Ukraine ernannt. Am 4. Juni 2020 wurde er von Walerij Kondratjuk abgelöst.

## Ehrungen
- 2017 Orden Daniel von Galizien